# Biblioteca Josep Soler Vidal
La Biblioteca Josep Soler Vidal és una biblioteca pública del municipi de Gavà (Baix Llobregat), inaugurada l'11 d'abril de 2003, que forma part que forma part de la Xarxa de Biblioteques Municipals de la Diputació de Barcelona. Rep el nom de l'activista i polític català Josep Soler i Vidal, fill adoptiu del municipi el 1988 i Creu de Sant Jordi el mateix any pel seu compromís amb la cultura i les llibertats.
Està ubicada en un complex unitari de 12.000 m² dissenyat junts amb l'edifici de l'Ajuntament, dels quals n'ocupa 3.150 m². D'estil avantguardista, combina materials com l'obra vista, el formigó, el vidre i el mirall i juga amb diferents plans i alçades. És obra dels arquitectes Albert Viaplana (1933-2014) i son fill David Viaplana. Va ser erigit entre els anys 2000 i 2003.
Més enllà d'activitats vinculades al préstec i consulta de tota mena de suports bibliogràfics, la biblioteca també acull i desenvolupa altres funcions socials com ara la creació de clubs de lectura per a joves d'entre 12 i 16 anys, l'obertura d'aules d'estudi nocturn durant el període de màxima concurrència d'exàmens, les maratons destinades a extraure i recollir donacions de sang o l'adaptació de la biblioteca com a refugi climàtic per tal de donar resposta a les onades de calor.